# Shorin-Ryu Seibukan
Shōrinryū Seibukan ist ein Zweig des Shōrin-Ryū Stils (jap.少林流), dessen Name auf den chinesischen Ursprung im Shaolin-Kloster (少林) zurückgeht. Im Japanischen wird Shōrin Sukunai Hayashi gelesen.

## Geschichte
Der Karatestil Shorinryu Seibukan wurde im Jahr 27 der Showazeit (≈1953) von Zenryō Shimabukuro, einem Schüler von Chotoku Kyan, als Kokusai okinawa shorinryu seibukan – jap.国際沖縄少林流聖武館 (Internationales Okinawa Shorinryu Seibukan) gegründet. Das Training fand zunächst vor seinem Haus in Okinawa statt. Erst unterrichtete er nur wenige Schüler, darunter seinen Sohn Zenpo (heutiger Supreme Sensei) und seinen Neffen Zenji Shimabukuro.
1962 baute er sein erstes eigenes Dojo in Jagaru, Okinawa, und nannte es Seibukan (聖武館).
1964 wurde ihm von der All Okinawan Karate-do federation der höchste Rang im Karate, der 10. Dan (roter Gürtel), verliehen. Während der amerikanischen Besatzung unterrichtete er auch US-Soldaten und sorgte damit für die Verbreitung des Stils.
1969 am 14. Oktober starb er an den Folgen eines Blinddarmdurchbruchs. Seitdem führt sein Sohn Zenpo das Werk des Vaters fort.
In Deutschland konzentrieren sich die Dojos auf den ostbayerischen Raum.

## Trainingseinteilung
Das Training wird in die Kategorien Kihon Renshu (Grundübungen), Ippon-Kumite (Einmaliger Angriff, Abwehr und Gegenangriff) und Kata-Kumite (Freikampf) unterteilt.
Der Stil zeichnet sich durch relativ kleine und natürliche Stände und seine Wendigkeit aus.
Er ist einer der wenigen traditionellen Karatestile. Karateka, die diesen Stil ausüben, sind vor allem daran interessiert, die Kata, so wie sie gelehrt werden, zu erhalten.

## Kihon Renshu
基本練習 Grundlegende Übungen
| Nr. | Name                               | Kanji                         | wörtl. Übersetzung                                  |
| --- | ---------------------------------- | ----------------------------- | --------------------------------------------------- |
| 01  | Kata no Hogushi                    | 肩の解し                      | Schultern lockern                                   |
| 02  | Koshi no Kaiten                    | 腰の回転                      | Hüftkreisen                                         |
| 03  | Kushin no Undō                     | 苦心の運動                    | Gelenkgymnastik                                     |
| 04  | Hiza no Kaiten                     | 膝の回転                      | Knie drehen                                         |
| 05  | Koshi no Undō                      | 腰の運動                      | Hüftübung                                           |
| 06  | Yubi Saki no Ude Tate Fuse         | 指先の腕立て伏せ              | Fingerspitzen-Liegestütze                           |
| 07  | Kobushi no Ude Tate Fuse           | 拳の腕立て伏せ                | Faust-Liegestütze                                   |
| 08  | Kushin no Hogushi                  | 苦心の解し                    | Gelenke lockern                                     |
| 09  | Shōmen Zuki                        | 正面突き                      | Schlag nach vorn                                    |
| 10  | Renzoku Chūdan Zuki                | 連続中段突き                  | Serienschläge zur Mitte                             |
| 11  | Mae-Geri no Undō                   | 前蹴りの運動                  | Übung für Tritt nach vorn                           |
| 12  | Hiza Age no Undō                   | 膝上げの運動                  | Übung Knieheben                                     |
| 13  | Mae-Geri                           | 前蹴り                        | Tritt nach vorn                                     |
| 14  | Shutō Uchi                         | 手刀打ち                      | Handkantenschlag                                    |
| 15  | Gyaku-Zuki                         | 逆突き                        | Gegenschlag                                         |
| 16  | Jōdan Uke                          | 上段受け                      | Oben-Abwehr                                         |
| 17  | Ushiro Tsuki                       | 後突き                        | Schlag nach hinten                                  |
| 18  | Chūdan Uchi Otoshi                 | 中段打ち落とし                | Hacken zur Mitte                                    |
| 19  | Yoko-Geri no Undō                  | 横蹴りの運動                  | Übung für Tritt zur Seite                           |
| 20  | Yoko-Geri                          | 横蹴り                        | Tritt zur Seite                                     |
| 21  | Yoko Uraken                        | 横裏拳                        | Schlag mit Faustrücken zur Seite                    |
| 22  | Gedan Barai – Chūdan Zuki          | 下段払中段突                  | Fegen nach unten, Schlag zur Mitte                  |
| 23  | Yoko Tsuki                         | 横突き                        | Schlag zur Seite                                    |
| 24  | Mawashi-Geri                       | 回し蹴り                      | Drehtritt                                           |
| 25  | Ushiro-Geri                        | 後蹴り                        | Tritt nach hinten                                   |
| 26  | Ashi Sukui                         | 足掬い                        | Bein schöpfen                                       |
| 26  | Soto-Uke                           | 外受け                        | Außen-Abwehr                                        |
| 27  | Ashi Barai                         | 足払い                        | Bein fegen                                          |
| 27  | Hasami Uchi                        | 鋏打ち                        | Scherenschlag                                       |
| 28  | Yonkai Uchi                        | 四回打ち                      | Vierfach-Schlag                                     |
| 29  | Chūdan Uke                         | 中段受け                      | Abwehr zur Mitte                                    |
| 30  | Shutō Uke                          | 手刀受け                      | Handkantenabwehr                                    |
| 31  | Gedan Tsuki                        | 下段突き                      | Schlag nach unten                                   |
| 32  | Uke Kōgeki (Ryōte Uke Chūdan Zuki) | 受け攻撃 （両手受け中段突き） | Abwehr-Angriff (Abwehr mit beiden Händen zur Mitte) |
| 33  | Ashi Uke                           | 足受け                        | Bein-Abwehr                                         |
| 34  | Renzoku Tsuki Geri                 | 連続突き蹴り                  | Serie Schlag + Tritt                                |
| 35  | Fukin no Undō                      |                               | Bauch Übung                                         |
| 36  | Kubi no Undō                       | 首の運動                      | Halsübung                                           |
| 37  | Shin Kokyū                         | 深呼吸                        | Tief atmen                                          |

## Zenhin Kotai
Vorwärts Rückwärts. Übungen die in Kombination 4× vorwärts und 4× rückwärts gezeigt werden.
| Nr. | Name                                                     |
| --- | -------------------------------------------------------- |
| 01  | Shiko Dachi                                              |
| 02  | Zenkutsu Dachi                                           |
| 03  | Jodan Uke, Chudan Tsuki                                  |
| 04  | Chudan Uke, Chudan Tsuki                                 |
| 05  | Gedan Barai, Chudan Tsuki                                |
| 06  | Migi Jodan Tsuki, Hidari Chudan Tsuki                    |
| 07  | Hidari Jodan Tsuki, Migi Chudan Tsuki                    |
| 08  | Jodan Uke, Chudan Uchi Otoshi, Chudan Tsuki              |
| 09  | Jodan Uke, Chudan Uke, Uraken, Gedan Barai, Chudan Tsuki |
| 10  | Sankai Tsuki                                             |
| 11  | Chudan Uke Uraken                                        |
| 12  | Ashi Barai                                               |
| 13  | Mae-Geri, Renzoku Tsuki                                  |
| 14  | Oi-Tsuki                                                 |
| 15  | Fumikomi Yoko-Geri                                       |
| 16  | Mae-Geri, Yoko-Geri, Ushiro-Geri                         |
| 17  | Tobi Komi, Yoko-Geri                                     |
| 18  | Mawashi Yoko-Geri, Ushiro-Geri                           |
| 19  | Gyaku Tsuki, Yoko-Geri, Renzoku Tsuki                    |
| 20  | Mae-Geri, Kake Uke                                       |
| 21  | Uke No Renshu                                            |
| 22  | Neko Dachi                                               |
| 23  | Shuto Uke, Neko Dachi                                    |
| 24  | Mikasuki Geri, Yoko-Geri                                 |
| 25  | Taisabaki                                                |
| 26  | Kinniku Gatame                                           |

## Kata
In Klammern wird der Name der entsprechenden Kata in anderen Stilrichtungen angegeben.
| Nr. | Name                            |
| --- | ------------------------------- |
| 01  | Fukyugata ichi                  |
| 02  | Fukyukata ni (gekisai dai ichi) |
| 03  | Fukyukata san (Kanshiwa)        |
| 04  | Seisan                          |
| 05  | Ananku                          |
| 06  | Wansu (Empi)                    |
| 07  | Passai (Bassai)                 |
| 08  | Gojushiho                       |
| 09  | Wanchin                         |
| 10  | Chintō (Gangaku)                |
| 11  | Kushanku (Kanku Dai)            |
| 12  | Jion                            |
| 13  | Pinan shodan (Heian nidan)      |
| 14  | Pinan nidan (Heian shodan)      |
| 15  | Pinan sandan (Heian sandan)     |
| 16  | Pinan yondan (Heian yondan)     |
| 17  | Pinan godan (Heian godan)       |
| 18  | Naihanshi shodan (Tekki shodan) |
| 19  | Naihanshi nidan (Tekki nidan)   |
| 20  | Naihanshi sandan (Tekki sandan) |
| 21  | Tokumine no Kun; Bo-Kata        |
| 22  | Passai Guwa                     |